# Museet Flugt

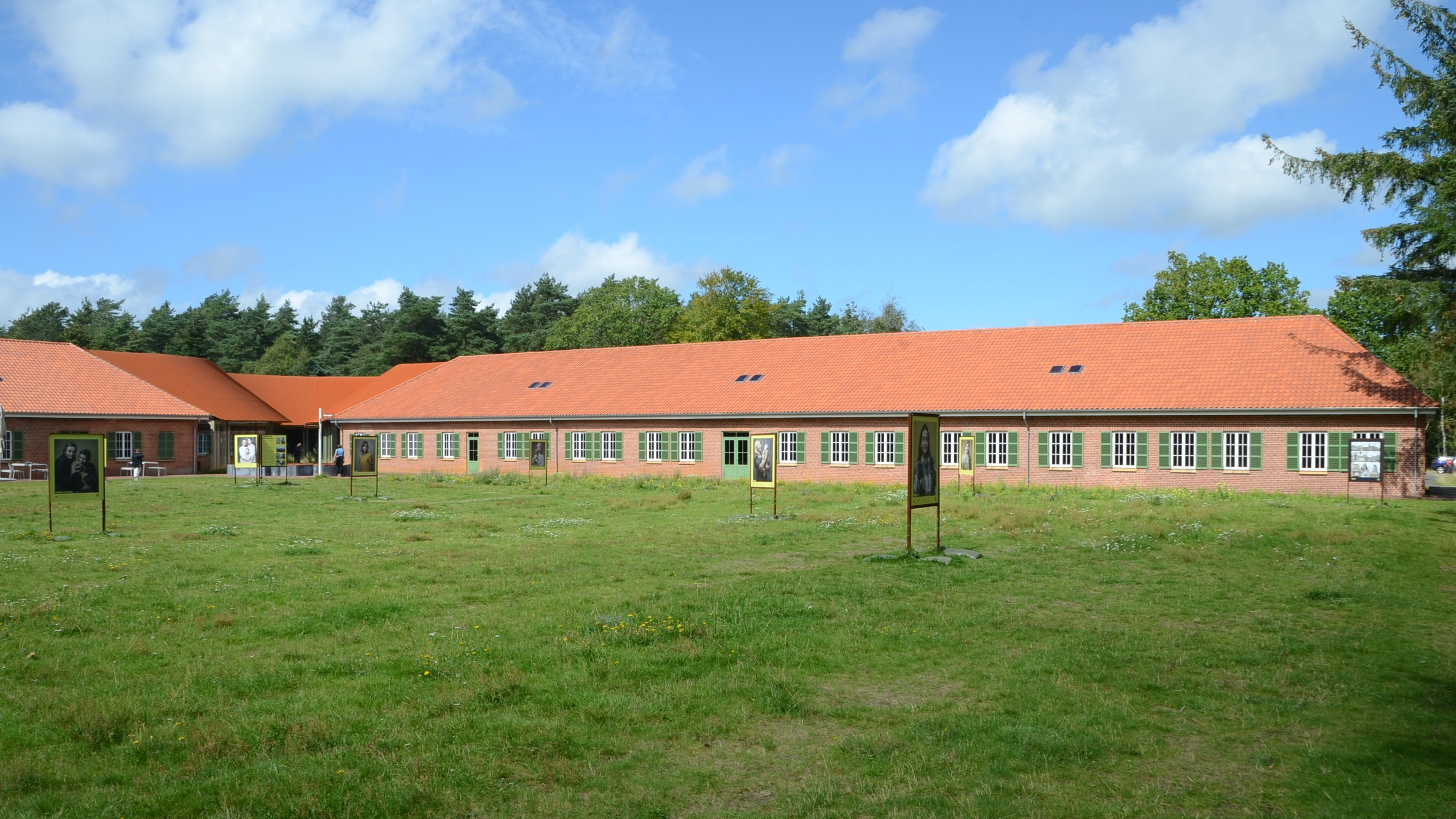
Lägrets lasaretts norra flygel, efter ombyggnad till museum

Museet Flugt är ett historiskt museum i Oksbøl i Varde kommun i Region Syddanmark. Det berättar om tyska flyktingar, som kom till Oksbøl under slutet av andra världskriget från februari 1945. Det ingår i Vardemuseerne.
Ett läger i Oksbøl anlades 1929 som militärläger, först som ett tältläger för artillerister som sköt på ett skjutfält på Kallesmærsk Hede vid Jyllands västkust. Den tyska ockupationsmakten använde lägret som Truppenübungsplatz Oxböl för soldater på östfronten under andra världskriget. År 1941 utvidgade den tyska krigssmakten lägren kraftigt med det så kallade Nordlejr, som lades till den redan existerande Sydlejr. Militärlägren hade omkring 200 baracker med plats för 15 000 soldater och 3 600 hästar.
Museet ligger vid de fysiska rester som finns kvar av Danmarks största flyktingläger för de civila tyskar som var på flykt efter andra världskriget. Lägret var i drift 1945–1949. Det hade en areal på fyra km². Där ligger också vid en flyktingkyrkogård med hundratals gravstenar över tyska flyktingar som bodde nära Oksbøl under åren efter andra världskriget. Den tyska Förbundsdagen har donerat mer än en miljon euro till projektet och Nordeafonden över 25 miljoner danska kronor. 
Museet Flugts tillbyggnad är ritad av Bjarke Ingels Group och nederländska Tinker Imagineers har utformat utställningarna. 
Oksbøllägret tog emot en stor del av de 350 000 tyska flyktingar, främst kvinnor och barn, som kom till Danmark från framför allt Östpreussen, Danzig och Pommern. Omkring 200 000 blev kvar i Danmark efter befrielsen den 4 maj 1945. När lägret var som störst 1946, inrymde det fler än 35 000 flyktingar. Lägerområdet  är idag en del av Aal Plantage.
Museet, som har en yta på 2 100 m², fick 2022 priset Årets Byggeri.